# طارق أحمد العمري
طارق أحمد العمري (بالإنجليزية: Tariq Al-Amri)‏ (23 ديسمبر 1990 في الرياض - ) منافس ألعاب قوى من السعودية يختص في ركض المسافات الطويلة. نافس في دورة الألعاب الأولمبية الصيفية 2016 في سباق ركض 5,000 متر رجال. كان وقته 14:26.90 في درجات حرارة لم تؤهله للنهائي. فاز العمري بالميدالية البرونزية في سباق 5,000 متر في بطولة آسيا لألعاب القوى 2017، وحصول على المركز التاسع في بطولة آسيا لألعاب القوى الآسيوية 2016 في الدوحة.

## مهنة رياضية
حصل طارق أحمد العمري على أول تجربة دولية له في الجامعات الصيفية لعام 2011 في شنجن، حيث احتل المركز الثامن في سباق 5,000 متر بزمن قدره 14: 11.06 دقيقة.
في عام 2014، شارك في دورة الألعاب الآسيوية في إنتشون لأول مرة، حيث حل في المركز الثامن على مسافة 5,000 و 10,000 متر. في عام 2015، احتل المركز الرابع في الألعاب العسكرية العالمية في مونغيونغ، كوريا الجنوبية، بزمن قدره 13: 34.89 دقيقة. في عام 2016، احتل المركز التاسع في سباق 1500 متر في بطولة آسيا الداخلية في الدوحة وتأهل إلى أكثر من 5000 متر للألعاب الأولمبية في ريو دي جانيرو، حيث خرج بزمن قدره 14: 26.90 دقيقة في الصدارة. في عام 2017، احتل المركز العاشر في ألعاب التضامن الإسلامي في باكو، أذربيجان. بعد ذلك فاز بالميدالية البرونزية خلف الهندي جوفيندان لاكشمانان وكاتاري ياسر سالم باغراب في بطولة آسيا لألعاب القوى 2017 في بوبانسوار في 14: 56.83 دقيقة. في بداية شهر سبتمبر، فاز بالميدالية الفضية في سباق 3000 متر في دورة الألعاب الآسيوية للفنون القتالية والآسيوية في عشق أباد بزمن قدره 8: 03.98 دقيقة.
في عام 2018 شارك مرة أخرى في دورة الألعاب الآسيوية في جاكرتا وفاز بالميدالية البرونزية خلف اثنين من البحرينيين بيرهانو بالو وألبرت كيبيتشيي روب بزمن قدره 13: 56.9 دقيقة. في عام 2019، تأهل لأكثر من 5000 متر لبطولة العالم لألعاب القوى 2019 في الدوحة، لكن تم استبعاده من الصدارة بزمن قدره 14: 21.19 دقيقة. بعد ذلك، خرج أيضًا من الدور التمهيدي في الألعاب العسكرية العالمية في ووهان بزمن قدره 14: 55.13 دقيقة.

| الموسم | البطولة                                          | المدينة       | المنافسة   | المركز   | الزمن     | ملاحظة |
| ------ | ------------------------------------------------ | ------------- | ---------- | -------- | --------- | ------ |
| 2011   | ألعاب القوى في بطولة الجامعات الصيفية 2011       | شنجن          | 5,000 متر  | الثامن   | 14: 11.06 |        |
| 2014   | ألعاب القوى في دورة الألعاب الآسيوية 2014        | إنتشون        | 5,000 متر  | الثامن   | 13: 34.89 |        |
| 2014   | ألعاب القوى في دورة الألعاب الآسيوية 2014        | إنتشون        | 10,000 متر | الثامن   | 29'39"22  |        |
| 2015   | البطولات العربية لألعاب القوى 2015               | المنامة       | 5,000 متر  | الخامس   | 14'42"78  |        |
| 2015   | الألعاب العسكرية العالمية 2015                   | مونغيونغ      | 5,000 متر  | الرابع   | 13'34"89  |        |
| 2016   | بطولة آسيا لألعاب القوى الداخلية 2016            | الدوحة        | 1,500 متر  | التاسع   | 4'01"71   |        |
| 2016   | ألعاب القوى في الألعاب الأولمبية الصيفية 2016    | ريو دي جانيرو | 5,000 متر  | Batteria | 14: 26.90 |        |
| 2017   | ألعاب القوى في ألعاب التضامن الإسلامي 2017       | باكو          | 5,000 متر  | العاشر   | 13'40"06  |        |
| 2017   | بطولة المضمار والميداليات الاسيوية 2017          | بوبانسوار     | 5,000 متر  | 3        | 14: 56.83 |        |
| 2017   | دورة الألعاب الآسيوية للفنون القتالية والآسيوية  | عشق أباد      | 3,000 متر  | 2        | 8: 03.98  | [ 4 ]  |
| 2018   | ألعاب القوى في دورة الألعاب الآسيوية الثامنة عشر | جاكرتا        | 5,000 متر  | 3        | 13: 56.9  | [ 5 ]  |
| 2019   | بطولة العالم لألعاب القوى 2019                   | الدوحة        | 5,000 متر  | Batteria | 14: 21.19 | [ 6 ]  |

## روابط خارجية
- طارق أحمد العمري على موقع الاتحاد الدولي لألعاب القوى (الإنجليزية)
- طارق أحمد العمري على موقع الدوري الماسي (الإنجليزية)
- طارق أحمد العمري على موقع أوليمبيديا (الإنجليزية)